# استونراستون (پنسیلوانیا)
استونراستون (به انگلیسی: Stonerstown) یک منطقهٔ مسکونی در ایالات متحده آمریکا است که در شهرستان بدفورد، پنسیلوانیا واقع شده‌است. استونراستون ۰٫۹ کیلومتر مربع مساحت و ۳۷۶ نفر جمعیت دارد.